# Nekrolog November 2008
Nekrolog
◄◄
| ◄
| 2004
| 2005
| 2006
| 2007
| 2008 | 2009 | 2010 | 2011 | 2012 | ► | ►►
Januar |
Februar |
März |
April |
Mai |
Juni |
Juli |
August |
September |
Oktober |
November |
Dezember 2008
Weitere Ereignisse | Allgemeiner Nekrolog 2008
Die Beschreibung der verstorbenen Person sollte so kurz wie möglich gehalten sein und nur deren signifikante Tätigkeit(en) enthalten.
Neue Namen ggf. auch unter dem Geburts- und Sterbedatum, also etwa unter 1. Januar und im Geburts- und Sterbejahr (2024) eintragen (nur bei entsprechender großer Wichtigkeit). Für Beispiele siehe die schon vorhandenen Artikel.
Außerdem über die fünf zuletzt Verstorbenen, zu denen es einen ausreichend guten Artikel für eine Präsentation auf der Hauptseite gibt, nach der todesbedingten Überarbeitung der Artikel ggf. auch unter Wikipedia Diskussion:Hauptseite informieren und sie am besten auch in den anderen Wikipedia-Sprachversionen eintragen. Tipp: Regelmäßig bei news.google.de nach „ist tot“, „gestorben“ oder „verstorben“ suchen.
Wenn eine Person gestorben ist, gibt es viele Seiten zu dieser Person in der Wikipedia, die davon auch betroffen sind und entsprechend aktualisiert werden müssen. Beispiele: Namenübersichtsseite, Geburtsjahr, Geburtsort-Seiten und viele mehr.
Wie finde ich die betroffenen Seiten?
Im Suchfeld auf der linken Seite gibt man den Suchbegriff so ein: „Vorname Nachname“. Dann klickt man auf Volltext und alle Seiten mit entsprechendem Suchtext werden aufgerufen. Hier sieht man dann schnell, wo auch das Todesjahr Sinn macht oder sogar ein Teil des Artikels angepasst werden muss. Auch hilft das „Werkzeug“ auf der linken Seite sehr gut, um solche Seiten aufzufinden: „Links auf diese Seite“. Somit ist die Wikipedia wieder aktuell in allen Bereichen! Hinweis: bei Eintragung der Kategorie „Gestorben JAHR“ wird der Missbrauchsfilter 49 ausgelöst, was jedoch nicht schlimm ist. Siehe: Spezial:Missbrauchsfilter/49
Dies ist eine Liste von im November 2008 verstorbenen bekannten Persönlichkeiten. Die Einträge erfolgen innerhalb der einzelnen Daten alphabetisch sortiert. Tiere sind im Nekrolog für Tiere zu finden.

## November
| Tag          | Name                                | Beruf, bekannt als                                                                         | Alter    | Beleg |
| ------------ | ----------------------------------- | ------------------------------------------------------------------------------------------ | -------- | ----- |
| 1. November  | Dermot Curtis                       | irischer Fußballspieler                                                                    | 76       |       |
| 1. November  | Herbertus Bikker                    | niederländisches Mitglied der Waffen-SS                                                    | 93       |       |
| 1. November  | Jacques Lunis                       | französischer Sprinter                                                                     | 85       |       |
| 1. November  | Jacques Piccard                     | Schweizer Tiefseeforscher                                                                  | 86       |       |
| 1. November  | Jimmy Carl Black                    | US-amerikanischer Schlagzeuger und Sänger jimmycarlblack.com                               | 70       |       |
| 1. November  | Klaas Jan Mulder                    | niederländischer Organist, Pianist und Dirigent                                            | 78       |       |
| 1. November  | Nathaniel Mayer                     | US-amerikanischer Rhythm-and-Blues-Sänger                                                  | 64       |       |
| 1. November  | Shakir Stewart                      | US-amerikanischer Musik-Unternehmer rap.de                                                 | 34       |       |
| 1. November  | Tan Jiazhen                         | chinesischer Wissenschaftler virtualreview.org                                             | 99       |       |
| 1. November  | Yma Sumac                           | peruanische Sängerin und Musikerin latimes.com                                             | 86       |       |
| 2. November  | Ahmad al-Mirghani                   | sudanesischer Präsident news.yahoo.com                                                     | 67       |       |
| 2. November  | Domenico Leccisi                    | italienischer Politiker nytimes.com                                                        | 88       |       |
| 2. November  | Elijah Mudenda                      | sambischer Politiker und Premierminister lusakatimes.com                                   | 81       |       |
| 2. November  | Heinz Spitzbart                     | deutscher Gynäkologe und Geburtshelfe aerzteblatt-thueringen.de                            | 77       |       |
| 2. November  | Jim Koleff                          | kanadisch-schweizerischer Eishockeytrainer blick.ch                                        | 55       |       |
| 2. November  | Peter Leibing                       | deutscher Fotograf                                                                         |          |       |
| 2. November  | Vladimír Šatura                     | österreichischer Jesuit, Theologe und Psychologe orden-online.de                           | 85       |       |
| 3. November  | Alan Ford                           | US-amerikanischer Schwimmer nytimes.com                                                    | 84       |       |
| 3. November  | Brooks Mileson                      | britischer Unternehmer und Vereinsbesitzer news.bbc.co.uk                                  | 60       |       |
| 3. November  | Farideh Akashe-Böhme                | iranisch-deutsche Autorin                                                                  | 57       |       |
| 3. November  | Jean Fournet                        | französischer Dirigent nrc.nl                                                              | 95       |       |
| 3. November  | Margarete Schlüter                  | deutsche Judaistin fr.de                                                                   | 61       |       |
| 3. November  | Cecil W. Stoughton                  | US-amerikanischer Fotograf                                                                 | 88       |       |
| 4. November  | Byron Lee                           | jamaikanischer Musiker iht.com                                                             | 73       |       |
| 4. November  | Chertek Amyrbitowna Antschimaa-Toka | tuwinische Politikerin                                                                     | 96       |       |
| 4. November  | Colin Dunwoodie                     | britischer Jazzmusiker                                                                     | 63       |       |
| 4. November  | Juan Camilo Mouriño                 | mexikanischer Politiker und Innenminister kurier.at                                        | 37       |       |
| 4. November  | Karl Adolf Scherer                  | deutscher Sportpublizist ringen.de                                                         | 79       |       |
| 4. November  | Konrad Kotowski                     | deutscher Kameramann                                                                       | 68       |       |
| 4. November  | Lennart Bergelin                    | schwedischer Tennisspieler und -trainer monstersandcritics.com                             | 83       |       |
| 4. November  | Michael Crichton                    | US-amerikanischer Schriftsteller edition.cnn.com                                           | 66       |       |
| 4. November  | Pius Jin Peixian                    | chinesischer Erzbischof von Shenyang asianews.it                                           | 85       |       |
| 4. November  | Ren Mei'e                           | chinesischer Geograph und Geologe universitystory.gla.ac.uk                                | 95       |       |
| 4. November  | Rosella Hightower                   | US-amerikanisch-französische Tänzerin nytimes.com                                          | 88       |       |
| 4. November  | Valeriu Rusu                        | rumänischer Romanist, Rumänist und Dialektologe                                            | 73       |       |
| 5. November  | Juan Blanco                         | kubanischer Komponist                                                                      | 89       |       |
| 5. November  | Baldev Raj Chopra                   | indischer Filmregisseur pr-inside.com                                                      | 94       |       |
| 5. November  | Dagmar von Mutius                   | deutsche Schriftstellerin                                                                  | 89       |       |
| 5. November  | Edward Hoop                         | deutscher Pädagoge, Historiker und Schriftsteller                                          | 83       |       |
| 5. November  | Gregory John McCormick              | Sänger und Gründer der Band Shock Therapy shock-web.de                                     | 45       |       |
| 5. November  | John Leonard                        | US-amerikanischer Literaturkritiker derstandard.at                                         | 69       |       |
| 5. November  | Karl Nuber                          | deutscher Manager                                                                          | 75/76    |       |
| 5. November  | Milú                                | portugiesische Schauspielerin leme.pt                                                      | 82       |       |
| 5. November  | Nomizu Katsumi                      | japanischer Mathematiker                                                                   | 83       |       |
| 5. November  | Sofron Dmyterko                     | ukrainischer Bischof von Ivano-Frankivsk catholic-hierarchy.org                            | 91       |       |
| 6. November  | Arthur Geoffrey Woodhead            | britischer Althistoriker und Epigraphiker                                                  | 86       |       |
| 6. November  | Bob Janse                           | niederländischer Fußballtrainer nusport.nl                                                 | 88       |       |
| 6. November  | Carmelo Echenagusía                 | spanischer Weihbischof im Bistum Bilbao revistaecclesia.com                                | 76       |       |
| 6. November  | Heiko Engelkes                      | deutscher Journalist heiko-engelkes.de                                                     | 75       |       |
| 6. November  | John Hermon                         | britischer Polizeichef news.bbc.co.uk                                                      | 79       |       |
| 6. November  | Klaus Häßler                        | deutscher Politiker (CDU), MdL                                                             | 73       |       |
| 6. November  | Larry James                         | US-amerikanischer Leichtathlet iht.com                                                     | 61       |       |
| 6. November  | Michael Hinz                        | deutscher Schauspieler nq-online.de                                                        | 68       |       |
| 7. November  | Tetsuya Chikushi                    | japanischer Nachrichtensprecher und Journalist                                             | 73       |       |
| 7. November  | Christoph von Hausen                | deutscher Architekt                                                                        | 57       |       |
| 7. November  | Frederick Charles Engelmann         | kanadischer Politikwissenschaftler                                                         | 87       |       |
| 7. November  | Helmut Heinhold                     | deutscher Ruderer                                                                          | 81       |       |
| 7. November  | Hidetaka Nishiyama                  | japanischer Karate-Lehrer mariposa.yosemite.net                                            | 80       |       |
| 7. November  | Irmgard Praetz                      | deutsche Leichtathletin                                                                    | 88       |       |
| 7. November  | James C. Warf                       | US-amerikanischer Chemiker und Friedensaktivist latimes.com                                | 91       |       |
| 7. November  | Jody Reynolds                       | US-amerikanischer Sänger latimes.com                                                       | 75       |       |
| 7. November  | José Bezerra Coutinho               | brasilianischer Bischof von Estância catholic-hierarchy.org                                | 98       |       |
| 7. November  | Julia Salokat                       | deutsche Fußballspielerin trauer.hna.de                                                    | 20       |       |
| 7. November  | Lyle Williams                       | US-amerikanischer Politiker (Republikanische Partei)                                       | 66       |       |
| 7. November  | Wik Jongsma                         | niederländischer Schauspieler telegraaf.nl                                                 | 65       |       |
| 8. November  | Hans Bunje                          | deutscher Schriftsteller, Bühnen- und Hörspielautor                                        | 85       |       |
| 8. November  | Ali Ghufron                         | indonesischer Terrorist news.bbc.co.uk                                                     | 48       |       |
| 8. November  | Florence Wald                       | US-amerikanische Pflegewissenschaftlerin latimes.com                                       | 91       |       |
| 8. November  | Friedhelm Simelka                   | deutscher Politiker (SPD), MdL                                                             | 76       |       |
| 8. November  | Imam Samudra                        | indonesischer Terrorist news.bbc.co.uk                                                     | 38       |       |
| 8. November  | Joe Hyams                           | US-amerikanischer Kolumnist und Autor latimes.com                                          | 85       |       |
| 8. November  | Lawrence Hubert Rolston             | US-amerikanischer Entomologe doi:10.1664/10-SN-016.1                                       | 86       |       |
| 8. November  | Mieczysław Rakowski                 | polnischer Politiker wiadomosci.wp.pl                                                      | 81       |       |
| 8. November  | Otto Johannes Bähr                  | deutscher Maler                                                                            | 89       |       |
| 8. November  | Pavel Chirău                        | moldauischer Oberst oastea.army.md                                                         | 56       |       |
| 8. November  | Régis Genaux                        | belgischer Fußballspieler web.archive.org                                                  | 35       |       |
| 8. November  | Willi Fischer                       | deutscher Politiker suedkurier.de                                                          | 65       |       |
| 9. November  | Amrozi bin Nurhasyim                | indonesischer Terrorist news.bbc.co.uk                                                     | 46       |       |
| 9. November  | Carl Donald Keith                   | US-amerikanischer Chemiker                                                                 | 88       |       |
| 9. November  | Giuseppe Cocconi                    | italienischer Physiker cds.cern.ch                                                         | 94       |       |
| 9. November  | Hans Horn                           | deutscher Politiker rundschau-online.de                                                    | 75       |       |
| 9. November  | Anton Huiskes                       | niederländischer Eisschnellläufer                                                          | 80       |       |
| 9. November  | Hok Lundy                           | kambodschanischer Polizeikommandeur                                                        | 58       |       |
| 9. November  | Johannes A. J. van Mil              | niederländischer Schachspieler de.chessbase.com                                            | 49       |       |
| 9. November  | Ljerko Spiller                      | argentinischer Geiger, Dirigent und Musikpädagoge                                          | 100      |       |
| 9. November  | Ralph Heid                          | Schweizer Xylophonvirtuose                                                                 |          |       |
| 10. November | Arthur John Shawcross               | US-amerikanischer Serienmörder whec.com                                                    | 63       |       |
| 10. November | Dorothy Vaughan                     | US-amerikanische Mathematikerin                                                            | 98       |       |
| 10. November | George Housner                      | US-amerikanischer Ingenieur latimes.com                                                    | 97       |       |
| 10. November | Günter Braun                        | deutscher Schriftsteller exodusmagazin.de                                                  | 80       |       |
| 10. November | Horst Jüssen                        | deutscher Schauspieler bunte.de                                                            | 67       |       |
| 10. November | Klaus Bellmann                      | deutscher Systemökologe pik-potsdam.de                                                     | 79       |       |
| 10. November | Miriam Makeba                       | südafrikanische Sängerin pr-inside.com                                                     | 76       |       |
| 10. November | Amud Uwe Millies                    | deutscher Künstler                                                                         | 76       |       |
| 10. November | Paul Uwe Dreyer                     | deutscher Maler und Graphiker                                                              | 69       |       |
| 10. November | Raphaël Tellechea                   | französischer Fußballspieler                                                               | 78       |       |
| 11. November | Heinz Deckert                       | deutscher Gewerkschafter (FDGB), Vorsitzender IG Druck und Papier                          | 81       |       |
| 11. November | Alessandro Maggiolini               | italienischer Bischof von Como ilgiornale.it                                               | 77       |       |
| 11. November | Arthur A. Ross                      | US-amerikanischer Drehbuchautor                                                            | 88       |       |
| 11. November | Benito Pacifico                     | italienischer Schauspieler                                                                 | 69       |       |
| 11. November | Charly Neumann                      | deutscher Gastronom und Mannschaftsbetreuer des FC Schalke 04 welt.de                      | 77       |       |
| 11. November | Christoph Becker                    | deutscher Geograph doi:10.1080/14616680802646436                                           | 70       |       |
| 11. November | Dieter Schubert                     | deutscher Schriftsteller                                                                   | 79       |       |
| 11. November | Gebhard Poltera                     | Schweizer Eishockeyspieler                                                                 | 84       |       |
| 11. November | Lasse Sandberg                      | schwedischer Illustrator und Schriftsteller                                                | 84       |       |
| 11. November | Ludwik Sobolewski                   | polnischer Sportfunktionär rp.pl                                                           | 83       |       |
| 11. November | Tito Edralin Pasco                  | philippinischer Bischof                                                                    |          |       |
| 12. November | Alton Zenker                        | US-amerikanischer Bischof elca.org                                                         | 75       |       |
| 12. November | Catherine Baker Knoll               | US-amerikanische Politikerin                                                               | 78       |       |
| 12. November | George Morrison                     | kanadischer Eishockeyspieler whahockey.tv                                                  | 59       |       |
| 12. November | Henri Spade                         | französischer Journalist, Regisseur und Schriftsteller                                     | 87       |       |
| 12. November | Henri d’Attilio                     | französischer Politiker (PS) laprovence.com                                                | 81       |       |
| 12. November | John C. Greene                      | US-amerikanischer Wissenschaftshistoriker                                                  | 91       |       |
| 12. November | Marian Kazimierz Zimałek            | Weihbischof in Sandomierz, Polen sandomierz.opoka.org.pl                                   | 77       |       |
| 12. November | Mitch Mitchell                      | britischer Schlagzeuger oregonlive.com                                                     | 61       |       |
| 12. November | Park Choon-ho                       | südkoreanischer Jurist itlos.org                                                           | 78       |       |
| 12. November | Serge Nigg                          | französischer Komponist resmusica.com                                                      | 84       |       |
| 12. November | Tim Lee Hall                        | US-amerikanischer Politiker                                                                | 83       |       |
| 12. November | Vladas Michelevičius                | Weihbischof im Erzbistum Kaunas, Litauen kaunas.lcn.lt                                     | 84       |       |
| 12. November | Walter Gabrielson                   | US-amerikanischer Künstler latimes.com                                                     | 73       |       |
| 12. November | Walter Rühl                         | deutscher Erdölgeologe dgmk.de                                                             | 96       |       |
| 12. November | Robert Schollemann                  | französischer Automobilrennfahrer                                                          | 96       |       |
| 13. November | François Caradec                    | französischer Biograph, Lexikograf und Schriftsteller                                      | 84       |       |
| 13. November | Bill Miller                         | US-amerikanischer Stabhochspringer web.archive.org                                         | 96       |       |
| 13. November | Jürgen Knobloch                     | deutscher Tropenmediziner i302.photobucket.com                                             | 64       |       |
| 13. November | Marcello Fondato                    | italienischer Regisseur fondazioneitaliani.it                                              | 84       |       |
| 13. November | Martin Lindauer                     | deutscher Verhaltensforscher uni-wuerzburg.de                                              | 89       |       |
| 13. November | Paco Ignacio Taibo I                | mexikanischer Schriftsteller eluniversal.com.mx                                            | 84       |       |
| 14. November | Adrian Kantrowitz                   | US-amerikanischer Kardiologe                                                               | 90       |       |
| 14. November | Kristin Hunter                      | US-amerikanische Schriftstellerin                                                          | 77       |       |
| 14. November | Aleš Höffer                         | tschechischer Hürdenläufer atletika.cz                                                     | 45       |       |
| 14. November | Christel Goltz                      | österreichische Kammersängerin derstandard.at                                              | 96       |       |
| 14. November | Helmut Freuen                       | deutscher Kommunalbeamter, Oberstadtdirektor von Mönchengladbach                           | 76       |       |
| 14. November | Horst Ebert                         | deutscher Fußballspieler                                                                   | 78       |       |
| 14. November | Ioan Lăcustă                        | rumänischer Schriftsteller adevarul.ro                                                     | 60       |       |
| 14. November | Irving Gertz                        | US-amerikanischer Filmkomponist mmmrecordings.com                                          | 93       |       |
| 14. November | Michael Ugwu Eneja                  | nigerianischer Bischof von Enugu catholic-hierarchy.org                                    | 89       |       |
| 14. November | Norbert Schmelzer                   | niederländischer Politiker rtl.nl                                                          | 87       |       |
| 14. November | Rembert Truluck                     | US-amerikanischer Theologe, Autor und Geistlicher                                          | 74       |       |
| 14. November | Zwetanka Christowa                  | bulgarische Leichtathletin paper.standartnews.com                                          | 46       |       |
| 14. November | Charles Le Quintrec                 | französischer Dichter und Schriftsteller data.bnf.fr                                       | 82       |       |
| 15. November | Donald Finkel                       | US-amerikanischer Dichter nytimes.com                                                      | 79       |       |
| 15. November | Fons Bastijns                       | belgischer Fußballspieler rtbf.be                                                          | 61       |       |
| 15. November | Franz-Günther von Gaertner          | deutscher Jurist und Sportfunktionär abendblatt.de                                         | 80       |       |
| 15. November | Glen Brand                          | US-amerikanischer Ringer desmoinesregister.com                                             | 85       |       |
| 15. November | Grace Hartigan                      | US-amerikanische Malerin nytimes.com                                                       | 86       |       |
| 15. November | Hans Moser                          | deutscher Tierzuchtbeamter und Hochschullehrer                                             | 82       |       |
| 15. November | Hildegard Gerschler                 | deutsche Hochspringerin                                                                    | 94       |       |
| 15. November | Ivan Southall                       | australischer Schriftsteller abc.net.au                                                    | 87       |       |
| 15. November | Jan Krugier                         | polnischer Kunstsammler und -händler web.archive.org                                       | 80       |       |
| 15. November | Johannes Althausen                  | deutscher evangelischer Theologe und Kirchenhistoriker                                     | 79       |       |
| 15. November | Othmar Faber                        | deutscher katholischer Geistlicher, päpstlicher Ehrenprälat im Bistum Dresden-Meißen       | 81       |       |
| 15. November | Peter Fellgett                      | britischer Physiker und Professor für Kybernetik reading.ac.uk                             | 86       |       |
| 15. November | Peter W. Jansen                     | deutscher Filmkritiker und -publizist ad-hoc-news.de                                       | 78       |       |
| 15. November | Sergei Fjodorowitsch Schilkin       | russischer Politiker, Bürgermeister der Stadt Toljatti                                     | 48       |       |
| 15. November | László Szabó                        | ungarisch-kanadischer Linguist                                                             | 86       |       |
| 16. November | Bruno Maldaner                      | Bischof von Frederico Westphalen, Brasilien catholic-hierarchy.org                         | 84       |       |
| 16. November | Fritz Wurmdobler                    | deutscher Maler                                                                            | 93       |       |
| 16. November | Hamani Saliah                       | nigrischer Offizier                                                                        | ≈44      |       |
| 16. November | Jules Pfluger                       | Schweizer Heimatforscher                                                                   | 92       |       |
| 16. November | Kees Aarts                          | niederländischer Fußballspieler                                                            | 66       |       |
| 16. November | Margherita Isnardi Parente          | italienische Philosophin und Hochschullehrerin                                             | 80       |       |
| 16. November | Reg Varney                          | britischer Schauspieler und Comedian news.bbc.co.uk                                        | 92       |       |
| 16. November | Tony Reedus                         | US-amerikanischer Musiker                                                                  | 51       |       |
| 16. November | Wolfgang Schmitz                    | österreichischer Politiker wienweb.at                                                      | 85       |       |
| 17. November | Christian Töns                      | deutscher Mediziner [FAZ]                                                                  | 50       |       |
| 17. November | Denise Bindschedler-Robert          | Schweizer Völkerrechtlerin blick.ch                                                        | 88       |       |
| 17. November | Ennio De Concini                    | italienischer Drehbuchautor derstandard.at                                                 | 84       |       |
| 17. November | George Stephen Morrison             | US-amerikanischer Marineoffizier, Vater von Jim Morrison                                   | 89       |       |
| 17. November | Guy Peellaert                       | belgischer Künstler washingtonpost.com                                                     | 74       |       |
| 17. November | Hans Grabowski                      | deutscher Informatiker imi.uni-karlsruhe.de                                                | 73       |       |
| 17. November | Heinrich Behrens                    | deutscher Politiker (SPD), MdBB                                                            | 84       |       |
| 17. November | Irving Brecher                      | US-amerikanischer Drehbuchautor popeater.com                                               | 94       |       |
| 17. November | Rita Falke                          | deutsche Romanistin billiongraves.com                                                      | 89       |       |
| 17. November | Itō Kiyoshi                         | japanischer Mathematiker nytimes.com                                                       | 93       |       |
| 17. November | Hanswolf Scriba                     | deutscher Kirchenmusiker bach-cantatas.com                                                 | 81       |       |
| 17. November | Jakob Schulze-Rohr                  | deutscher Architekt und Stadtplaner derstandard.at                                         | 78       |       |
| 17. November | James Baddiley                      | britischer Biochemiker                                                                     | 90       |       |
| 17. November | Jean-Marie Demange                  | französischer Politiker lemonde.fr                                                         | 65       |       |
| 17. November | Peter Newell                        | kanadischer Basketballtrainer berkeley.edu                                                 | 93       |       |
| 17. November | Frank E. Stranges                   | US-amerikanischer evangelikaler Theologe, Ufologe, Autor, Filmproduzent                    | 81       |       |
| 18. November | Branko Gapo                         | jugoslawischer bzw. mazedonischer Filmregisseur macedoniaonline.eu                         | 77       |       |
| 18. November | Erich Nieswandt                     | deutscher Radioreporter rbb-online.de                                                      | 77       |       |
| 18. November | Kurt Sandweg                        | deutscher Bildhauer, Grafiker und Hochschullehrer                                          | 81       |       |
| 18. November | Luigi Batzella                      | italienischer Filmregisseur, Schauspieler und Drehbuchautor                                | 84       |       |
| 18. November | Manfred Schneider                   | deutscher Komponist blasmusik.de                                                           | 55       |       |
| 18. November | Manuel Castro Ruiz                  | mexikanischer Erzbischof von Yucatán catholic-hierarchy.org                                | 90       |       |
| 18. November | Miguel Delgado Ávila                | Altbischof von Barcelona, Venezuela catholic-hierarchy.org                                 | 79       |       |
| 18. November | Paul H. Todd                        | US-amerikanischer Politiker                                                                | 87       |       |
| 18. November | Peter Raisch                        | deutscher Rechtswissenschaftler                                                            | 83       |       |
| 18. November | Roger Mugny                         | Schweizer Gewerkschafter und Politiker                                                     | 86       |       |
| 18. November | Rolf Hasenclever                    | deutscher Ingenieur, Unternehmer, Verbandsfunktionär, Autor und Jazzmusiker                | 80       |       |
| 18. November | Wolfgang Scheffler                  | deutscher Historiker taz.de                                                                | 79       |       |
| 18. November | Émile Témime                        | französischer Historiker und Autor lemonde.fr                                              | 82       |       |
| 19. November | Richard C. Elliott                  | US-amerikanischer Künstler                                                                 |          |       |
| 19. November | Carole Caldwell Graebner            | US-amerikanische Tennisspielerin nytimes.com                                               | 65       |       |
| 19. November | Charles Matton                      | französischer Regisseur, Drehbuchautor und Künstler                                        | ≈75      |       |
| 19. November | Nikolai Grigorjewitsch Mormul       | sowjetischer General und Autor                                                             | 75       |       |
| 19. November | Edel von Rothe                      | deutsche Balletttänzerin                                                                   | 83       |       |
| 19. November | Edith Baumann (Malerin)             | deutsch-österreichische Malerin edit.kultur-oa.de                                          | 66       |       |
| 19. November | John Michael Hayes                  | US-amerikanischer Drehbuchautor                                                            | 89       |       |
| 19. November | M. N. Nambiar                       | indischer Schauspieler dnaindia.com                                                        | 89       |       |
| 20. November | Raymund Durand                      | deutscher Jurist, Oberbürgermeister in Völklingen                                          | 84       |       |
| 20. November | Arno Flor                           | deutscher Komponist, Arrangeur, Dirigent, Gitarrist                                        | 83       |       |
| 20. November | August Angerer                      | deutscher Jurist, Präsident des Bundesaufsichtsamts für das Versicherungswesen             | 84       |       |
| 20. November | Baldassarre Monti                   | italienischer Motorradrennfahrer worldsbk.com                                              | 47       |       |
| 20. November | Boris Fjodorow                      | russischer Ökonom und Politiker aktuell.ru                                                 | 50       |       |
| 20. November | Gerhard Arnhardt                    | deutscher Pädagoge und Hochschullehrer                                                     | 72       |       |
| 20. November | Jan Machulski                       | polnischer Schauspieler und Regisseur polskieradio.pl                                      | 80       |       |
| 20. November | Jim Mattox                          | US-amerikanischer Politiker                                                                | 65       |       |
| 20. November | Reinhold Schwarz                    | deutscher Psychoanalytiker und Arzt                                                        | 62       |       |
| 20. November | Wilhelm Rebscher                    | deutscher Politiker (FDP), MdL                                                             | 89       |       |
| 20. November | Wolfgang Dallmann                   | deutscher Organist, Kirchenmusiker und Dozent                                              | 84       |       |
| 21. November | Emmy Meixner-Wülker                 | deutsche Gründerin der AGUS-Selbsthilfegruppe für Angehörige um Suizid agus-selbsthilfe.de | 81       |       |
| 21. November | Giacomo Bozzano                     | italienischer Boxer                                                                        | 75       |       |
| 21. November | Hartmut Günther                     | deutscher lutherischer Theologe                                                            | 76       |       |
| 21. November | Johannes B. Bauer                   | österreichischer römisch-katholischer Laientheologe                                        | 81       |       |
| 21. November | Mihai Moldovan                      | rumänischer Fußballspieler und -trainer sportlocal.ro                                      | 61       |       |
| 21. November | Terry Milligan                      | irischer Boxer                                                                             | 78       |       |
| 21. November | Uwe Uffelmann                       | deutscher Pädagoge, Historiker und Geschichtsdidaktiker                                    | 71       |       |
| 22. November | Erhart Krumpholz                    | deutscher Motorradrennfahrer classic-motorrad.de                                           | 96       |       |
| 22. November | Ibrahim Nasir                       | maledivischer Politiker, Präsident 1968–1978 minivannews.com                               | 82       |       |
| 22. November | John Hans Menkes                    | US-amerikanischer Neurologe und Schriftsteller                                             | 79       |       |
| 22. November | Julius Paul                         | malaysischer Bischof lutheranworld.org                                                     | 63       |       |
| 22. November | Lawrence E. Glendenin               | US-amerikanischer Chemiker und Atomphysiker                                                | 90       |       |
| 22. November | MC Breed                            | US-amerikanischer Rapper detnews.com                                                       | 37       |       |
| 22. November | Mario Fernando Hernández            | honduranischer Politiker derstandard.at                                                    | 41       |       |
| 22. November | Sandro Curzi                        | italienischer Journalist repubblica.it                                                     | 78       |       |
| 22. November | Sieglinde Ehard                     | bayerische Ministerialbeamtin                                                              | 92       |       |
| 22. November | Ñico Rojas                          | kubanischer Gitarrist und Komponist independent.co.uk                                      | 87       |       |
| 23. November | Chrysogonus Waddell                 | US-amerikanischer katholischer Theologe und Schriftsteller                                 | 78       |       |
| 23. November | Erik Silvester                      | deutscher Schlagersänger, Komponist, Texter und Produzent bild.de                          | 66       |       |
| 23. November | Frits Böttcher                      | niederländischer Wissenschaftler                                                           | 93       |       |
| 23. November | Gayle Dixon                         | US-amerikanische Geigerin (Klassik, auch Jazz)                                             | 61       |       |
| 23. November | Jytte Enselmann                     | dänische Schauspielerin                                                                    | 83       |       |
| 23. November | Richard Hickox                      | britischer Dirigent theguardian.com                                                        | 60       |       |
| 23. November | Jeannie Hoffman                     | US-amerikanische Jazzmusikerin (Piano, Gesang, Komposition)                                | ≈78      |       |
| 23. November | Robert Lucas                        | US-amerikanischer Sänger und Gitarrist dailymail.co.uk                                     | 46       |       |
| 23. November | Rolf Füllgräbe                      | deutscher Kommunalpolitiker                                                                | 77       |       |
| 23. November | Shin Suk-ja                         | südkoreanische politische Gefangene dailynk.com                                            | 65/66(?) |       |
| 23. November | Zane C. Hodges                      | US-amerikanischer Theologe legacy.com                                                      | 76       |       |
| 23. November | Jeannie Hoffman                     | amerikanische Jazzmusikerin (Piano, Gesang, Komposition)                                   |          |       |
| 24. November | Arno Donda                          | deutscher Statistiker                                                                      | 78       |       |
| 24. November | Bep Guidolin                        | kanadischer Eishockeyspieler nhl.com                                                       | 82       |       |
| 24. November | Cecil H. Underwood                  | US-amerikanischer Politiker sundaygazettemail.com                                          | 86       |       |
| 24. November | Frank Cieciorka                     | US-amerikanischer Künstler und Politaktivist sfgate.com                                    | 69       |       |
| 24. November | Franz Schmidig                      | Schweizer Akkordeon- und Schwyzerörgelispieler                                             | 91       |       |
| 24. November | Goran Simić                         | serbischer Opernsänger derstandard.at                                                      | 55       |       |
| 24. November | Heinrich Möhlmann                   | deutscher Jurist und Holzliebhaber                                                         | 83       |       |
| 24. November | Heinz Gumin                         | deutscher Mathematiker und Informatiker                                                    | 80       |       |
| 24. November | Horst Abel                          | deutscher Unternehmer rundschau-online.de                                                  | 69       |       |
| 24. November | John R. Stallings Jr.               | US-amerikanischer Mathematiker nytimes.com                                                 | 73       |       |
| 24. November | Michael Lee                         | britischer Schlagzeuger lastingtribute.co.uk                                               | 39       |       |
| 24. November | Raymond Perrault                    | kanadischer Politiker                                                                      | 82       |       |
| 24. November | Renate Chotjewitz-Häfner            | deutsche Autorin und Übersetzerin jungewelt.de                                             | 71       |       |
| 24. November | Ryōhei Hirose                       | japanischer Komponist                                                                      | 78       |       |
| 25. November | Antanas Vaičius                     | litauischer Bischof von Telšiai lrytas.lt                                                  | 82       |       |
| 25. November | Beno Eckmann                        | Schweizer Mathematiker                                                                     | 91       |       |
| 25. November | Bernat Estaràs                      | spanischer Sänger diariodemallorca.es                                                      | 72       |       |
| 25. November | Christian Fechner                   | französischer Film- und Musikproduzent                                                     | 64       |       |
| 25. November | Edwin Salpeter                      | österreichisch-australischer Physiker nature.com                                           | 83       |       |
| 25. November | Fanny Rabel                         | polnisch-mexikanische Malerin                                                              | 86       |       |
| 25. November | Günter Männig                       | deutscher Fußballschiedsrichter lvz-online.de                                              | 80       |       |
| 25. November | Luigi Mastroianni                   | US-amerikanischer Mediziner                                                                | ≈83      |       |
| 25. November | Paul Wilhelm                        | deutscher Politiker sueddeutsche.de                                                        | 73       |       |
| 25. November | Philippe Nasse                      | französischer Ökonom und Statistiker                                                       | 69       |       |
| 25. November | Robert Muth                         | österreichischer Klassischer Philologe                                                     | 92       |       |
| 25. November | Stefan Schörghuber                  | deutscher Unternehmer abendzeitung.de                                                      | 47       |       |
| 25. November | Vilko Filač                         | slowenischer Kameramann delo.si                                                            | 58       |       |
| 25. November | William Gibson                      | US-amerikanischer Dramatiker salzburg.com                                                  | 94       |       |
| 26. November | Claus Rautenstrauch                 | deutscher Informatiker volksstimme.de                                                      | 47       |       |
| 26. November | Dan Enăchescu                       | rumänischer Arzt und Politiker adevarul.ro                                                 | 78       |       |
| 26. November | Fernand-Floribert Dubois            | französischer Trabrennfahrer und -trainer leperon.fr                                       | 63       |       |
| 26. November | Hans-Joachim Schulze                | deutscher Musiker und Komponist                                                            | ?        |       |
| 26. November | Joachim Ziegenrücker                | deutscher evangelischer Pastor                                                             | 96       |       |
| 26. November | Joe Romano                          | US-amerikanischer Jazzmusiker (Saxophon)                                                   | 76       |       |
| 26. November | Martin Schlappner                   | deutscher Politiker fr.de                                                                  | 77       |       |
| 26. November | Ralph Burkei                        | deutscher Politiker und Sportfunktionär sueddeutsche.de                                    | 51       |       |
| 26. November | Valentin Tașcu                      | rumänischer Literaturhistoriker und Schriftsteller gds.ro                                  | 64       |       |
| 26. November | Wilhelm Kuchen                      | deutscher Chemiker                                                                         | 82       |       |
| 26. November | Yang Jia                            | angeblicher chinesischer Mörder nytimes.com                                                | 28       |       |
| 27. November | Fritz Gschnitzer                    | österreichischer Althistoriker                                                             | 79       |       |
| 27. November | John L. Holland                     | US-amerikanischer Psychologe                                                               | 89       |       |
| 27. November | Patricia Marand                     | US-amerikanische Schauspielerin news.yahoo.com                                             | 74       |       |
| 27. November | Andrew McKelvey                     | US-amerikanischer Unternehmer                                                              | 74       |       |
| 27. November | Mike Minogue                        | neuseeländischer Politiker stuff.co.nz                                                     | 85       |       |
| 27. November | Dieter Krause                       | deutscher Rechtsmediziner volksstimme.de                                                   | 69       |       |
| 27. November | Eugenija Meškienė                   | litauische sozialdemokratische Politikerin                                                 | 63       |       |
| 27. November | Verne Orr                           | US-amerikanischer Manager und Politiker, US Secretary of the Air Force Los Angeles Times   | 92       |       |
| 27. November | Werner Rundshagen                   | deutscher Schauspieler und Hörspielsprecher                                                | 87       |       |
| 27. November | Pekka Pohjola                       | finnischer Musiker yle.fi                                                                  | 56       |       |
| 27. November | Vishwanath Pratap Singh             | ehemaliger indischer Premierminister ndtv.com                                              | 77       |       |
| 27. November | Robert Tronson                      | britischer Film- und Fernsehregisseur                                                      | 84       |       |
| 27. November | Fritz Villiger                      | Schweizer Bergsteiger und Bergführer                                                       | 82       |       |
| 27. November | Ingo Wegener                        | deutscher Informatiker idw-online.de                                                       | 57       |       |
| 28. November | Dorothea Hölscher-Lohmeyer          | deutsche Germanistin und Goethe-Forscherin                                                 | 95       |       |
| 28. November | Edoardo Ricci                       | italienischer Bischof von San Miniato webdiocesi.chiesacattolica.it                        | 80       |       |
| 28. November | German Skurygin                     | russischer Geher sport1.de                                                                 | 45       |       |
| 28. November | Gustav Ginzel                       | deutsch-tschechischer Weltenbummler und Geologe sz-online.de                               | 76       |       |
| 28. November | Henryk Janduda                      | polnisch-deutscher Fußballspieler                                                          | 84       |       |
| 28. November | Lawrence Fane                       | US-amerikanischer Bildhauer nytimes.com                                                    | 75       |       |
| 28. November | Lee Baxandall                       | US-amerikanischer Schriftsteller, Übersetzer und Übersetzer                                | 73       |       |
| 28. November | Martin Raasch                       | deutscher Politiker (SPD)                                                                  | 69       |       |
| 28. November | William Finnegan                    | US-amerikanischer TV- und Spielfilmproduzent latimes.com                                   | 80       |       |
| 28. November | Edna Parker                         | US-Amerikanerin, für 15 Monate die älteste lebende Person der Welt                         | 115      |       |
| 28. November | Wo Weihan                           | chinesischer Biochemiker ajc.com                                                           | ≈59      |       |
| 29. November | Arthur R. Kantrowitz                | US-amerikanischer Physiker und Ingenieur nytimes.com                                       | 95       |       |
| 29. November | Elenor Holder                       | deutsche Regisseurin, Bühnen-, Fernseh- und Filmschauspielerin, Dozentin, Sprecherin       | 57       |       |
| 29. November | Hans Heinrich Moll                  | deutscher Ingenieur und Manager                                                            | 95       |       |
| 29. November | Jørn Utzon                          | dänischer Architekt web.archive.org                                                        | 90       |       |
| 29. November | Karin Figala                        | österreichische Wissenschaftshistorikerin                                                  | 70       |       |
| 29. November | Otto Spoerri                        | Schweizer Manager latimes.com                                                              | 75       |       |
| 29. November | Paul Medati                         | englischer Snooker- und Poolbillardspieler snookerscene.blogspot.com                       | 64       |       |
| 29. November | Robert Graham Wade                  | britisch-neuseeländischer Schachspieler en.chessbase.com                                   | 87       |       |
| 29. November | Sten Rudholm                        | schwedischer Jurist web.archive.org                                                        | 90       |       |
| 29. November | Uwe Gronostay                       | deutscher Chordirigent newsticker.welt.de                                                  | 69       |       |
| 30. November | Aleksander Mendyk                   | polnischer Gitarrist wiadomosci.wp.pl                                                      | 29       |       |
| 30. November | Béatrix Beck                        | französisch-belgische Schriftstellerin lefigaro.fr                                         | 94       |       |
| 30. November | David Laird Dungan                  | US-amerikanischer Theologe                                                                 |          |       |
| 30. November | Dirk Ofner                          | österreichischer Schriftsteller                                                            | 45       |       |
| 30. November | Erwin Hasenzahl                     | deutscher Kommunalpolitiker                                                                | 94       |       |
| 30. November | Harald Scherf                       | deutscher Wirtschaftswissenschaftler                                                       | 75       |       |
| 30. November | Leo Korn                            | österreichischer Sänger                                                                    | 50       |       |
| 30. November | Miloslav Chlupáč                    | tschechischer Bildhauer                                                                    | 88       |       |
| 30. November | Muntaka Higuchi                     | japanischer Schlagzeuger roadrunnerrecords.com                                             | 49       |       |
| 30. November | Peter Rees, Baron Rees              | britischer Politiker telegraph.co.uk                                                       | 81       |       |
| 30. November | Hubert „Pit“ Martin                 | kanadischer Eishockeyspieler tsn.ca                                                        | 64       |       |
| November     | József Bielek                       | ungarischer Politiker                                                                      | 74       |       |
| November     | Helmut Schmidt-Vogt                 | deutscher Forstpraktiker und Forstwissenschaftler johannes-merzhausen.de                   | 90       |       |
| November     | Raffaele Andreassi                  | italienischer Dichter, Journalist und Dokumentarfilmer                                     | 84       |       |